# Pierre Dolbeault
Pierre Dolbeault (* 10. Oktober 1924 in Frankreich; † 12. Juni 2015) war ein französischer Mathematiker.

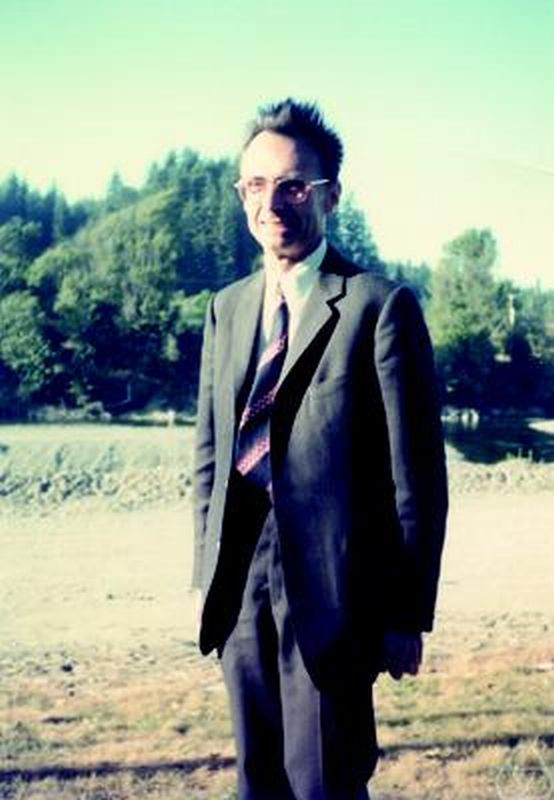
Dolbeault um 1975

## Leben
Dolbeault besuchte das Collège Lavoisier und Lycée Henri IV in Paris, studierte ab 1944 an der École normale supérieure (konnte aber aufgrund der Umstände der Besatzungszeit erst ab 1945 dort studieren), erhielt einen Abschluss (Agrégation) in Mathematik und forschte dann 1947 bis 1953 für das CNRS, wobei er 1949/50 an der Princeton University war und dort am benachbarten Institute for Advanced Study besonders Kontakte zu Marston Morse, Kunihiko Kodaira und Douglas Spencer hatte und deren Anwendung topologischer Methoden in der Analysis und algebraischen Geometrie kennenlernte. Er wurde 1955 bei Henri Cartan an der Sorbonne promoviert (Formes différentielles et cohomologie sur une variété analytique complexe) und besuchte dessen berühmtes Seminar an der École Normale. Dolbeault unterrichtete ab 1953 an der Universitäten in Montpellier, 1954 bis 1960 in Bordeaux, danach zwölf Jahre als Professor an der Universität Poitiers und ab 1972 am Institut de Mathématiques Jussieu an der Universität Paris VI (Pierre et Marie Curie). Mit Pierre Lelong und Henri Skoda hatte er lange ein Analysis-Seminar in Paris am Institut Henri Poincaré.
Er beschäftigte sich mit Funktionentheorie, zum Beispiel Residuentheorie in mehreren Dimensionen und ist für die Einführung einiger nach ihm benannter topologischer Methoden in der komplexen Analysis bekannt. Nach ihm sind der Dolbeault-Operator und die Dolbeault-Kohomologie und zugehöriger Satz von Dolbeault benannt. Die Dolbeault-Kohomologie spielt als Analogon der De-Rham-Kohomologie für komplexe Mannigfaltigkeiten eine fundamentale Rolle in deren Geometrie und wurde von Dolbeault 1953 eingeführt. Zuletzt befasste er sich mit geometrischen Fragen in der Theorie komplexer Funktionen wie dem komplexen Plateau-Problem und Quaternionischen Funktionen.
Er war mit der Mathematikerin Simone Lemoine verheiratet. Diese wurde 1956 promoviert und war Professorin in Poitiers.

## Schriften
- Analyse Complexe. Masson, Paris 1990
- Varietes et Espaces Analytiques Complexes. In: Jean-Paul Pier (Herausgeber): Development of Mathematics 1950–2000. Birkhäuser 2000
- mit E. Chirka, G. Khenkin, A. Vitushkin: Introduction to complex analysis. Springer (Encyclopedia of Mathematics) 1997 (darin von Dolbeault General theory of multidimensional residues)
- Sur la cohomologie des variétés analytiques complexes, Compte Rendu Acad. Sci. Paris, 236, 1953, S. 175–177
- Formes différentielles et cohomologie, Annals of Mathematics, Band 64, 1956, S. 83–130, Teil 2, Ann. of Math., Band 65, 1957, S. 282–330
- Theory of residues and homology, Ist. Naz. di alta Mat., Symp. Math., 3, 1970, S. 295–304
- Résidues et courants, in: Questions on algebraic varieties, C.I.M.E. Seminar Bukarest 1969, S. 39–56
- Valeurs principales sur une espace analytiques, Conv. di Geometria, Mailand 1971, Acad. Naz. Lincei, 1973,  S. 139–149
- Theory of residues in several variables. In: Global analysis and its applications 1972, Band 2,  IAEA Wien 1974, S. 74–96